# حصار تبليسي (1386)

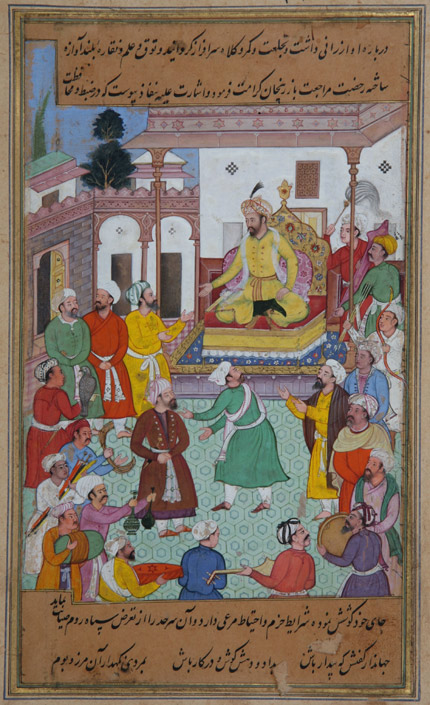
تيمورلنك يأمر بالحملة ضد جورجيا.

سار تيمورلنك إلى جورجيا انطلق من قارص وهاجم سامتسخه وهي إمارة في أقصى الجنوب داخل مملكة جورجيا في عام 1386. من هناك، سار ضد تبليسي الذي قام بتحصينها الملك الجورجي باغرات الخامس سقطت المدينة في 21 نوفمبر 1386 ، وتم القبض على الملك باغرات الخامس واعتنق الإسلام. يذكر كل من الجورجي كرونيكل وتوماس ميتسوف ردة الملك وتحوله للإسلام ولكنهم اعتبروها كحيلة ذكية مكنته من اكتساب درجة من الثقة في تيمور. تم أعطاء باغرات حوالي 12000 جندي لإعادة تأسيس نفسه في جورجيا الذي كانت حكومته تدار من قبل ابن باغرات والحاكم الشريك جورج السابع خلال غياب أبيه في بلاط تيمورلنك.

## الهامش
1. ↑  Tamerlane: Sword of Islam, Conqueror of the World
2. ↑  The Empire of the Steppes: A History of Central Asi